# Angón
Angón település Spanyolországban, Guadalajara tartományban. Angón Atienza, Pálmaces de Jadraque, Robledo de Corpes, La Bodera, Rebollosa de Jadraque, Viana de Jadraque és Negredo községekkel határos. Lakosainak száma 7 fő (2024).

## Népesség
A település lakosságának változását az alábbi diagram mutatja:
| Lakosok száma | 41   | 35   | 31   | 24   | 20   | 17   | 15   | 10   | 8    | 7    |
|               | 2001 | 2004 | 2006 | 2009 | 2011 | 2014 | 2016 | 2019 | 2021 | 2024 |